# Михайленків
Михайле́нків —  село в Україні, у Бучанському районі Київської області. Населення становить 1 осіб. Входить до складу Бородянської селищної громади.

## Географія
На південному заході від села бере початок річка Коблиця, права притока Талі.

## Історія
Вперше Михайленків згадується 1900 року. Тоді це був хутір Бородянської волості Київського повіту, що належав поміщику Павлу Івановичу Шебякіну. На хуторі було 12 дворів, мешкало 75 жителів. Жителі хутора не мали власної землі, а працювали на землі, орендованій у поміщика. Ніяких закладів на хуторі не було.